# Corvolo
Corvolo (fl. VIII secolo) è stato un duca longobardo, duca del Friuli all'inizio dell'VIII secolo.
Fu ordinato duca alla morte di Ferdulfo, ma resse il ducato per poco tempo: venne infatti condannato all'accecamento per aver offeso re Ariperto II. Destituito e sostituito dal fedele Pemmone, "visse poi nella vergogna", scrive Paolo Diacono nell'Historia Langobardorum.